# Saint-Julien-du-Tournel
Saint-Julien-du-Tournel là một xã ở tỉnh Lozère trong vùng Occitanie, phía nam nước Pháp.